# Bóveda pinjante

Capilla de Santa Catalina de la Catedral de Viena.

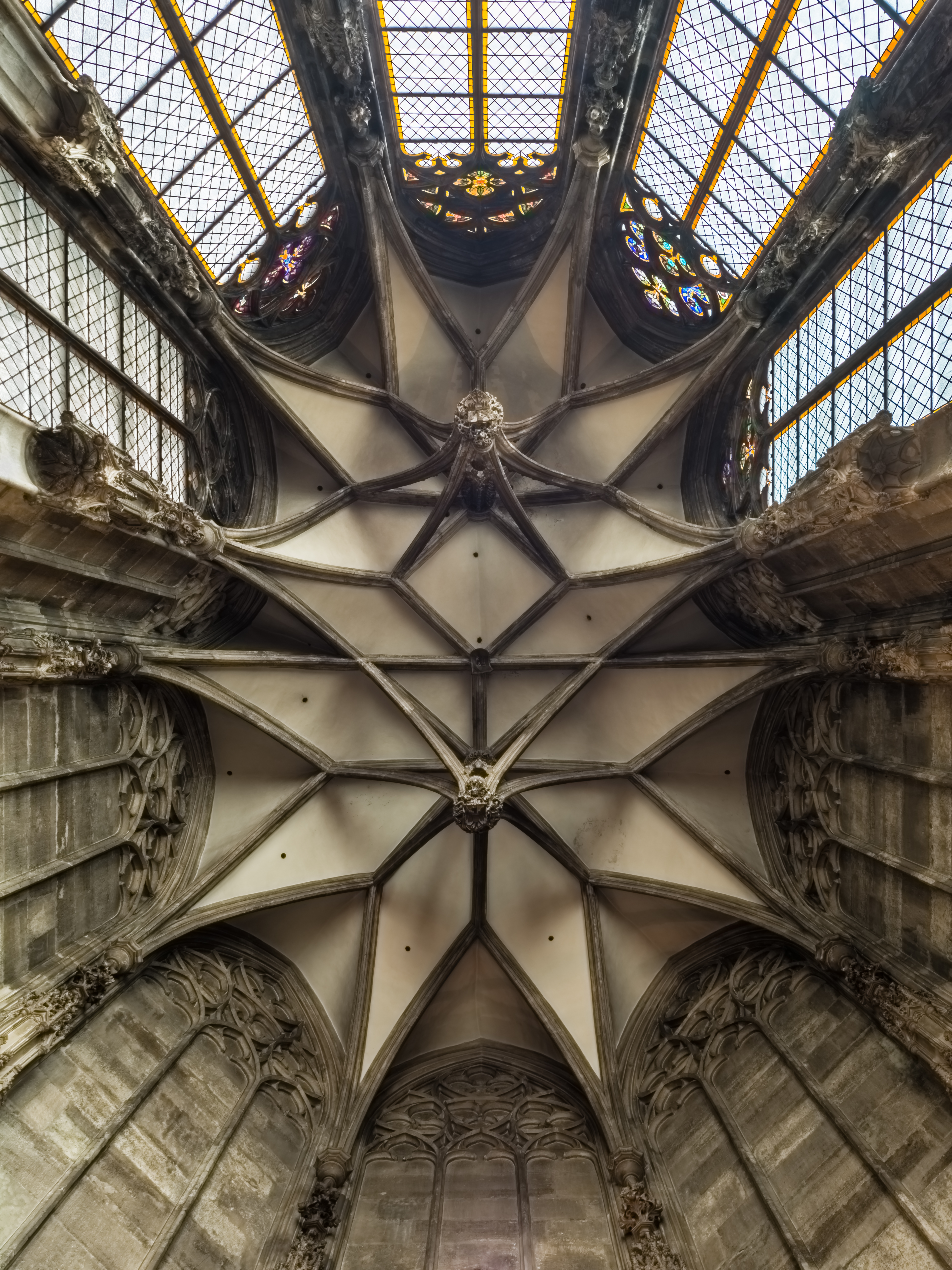
Capilla de Santa Bárbara en la misma catedral.

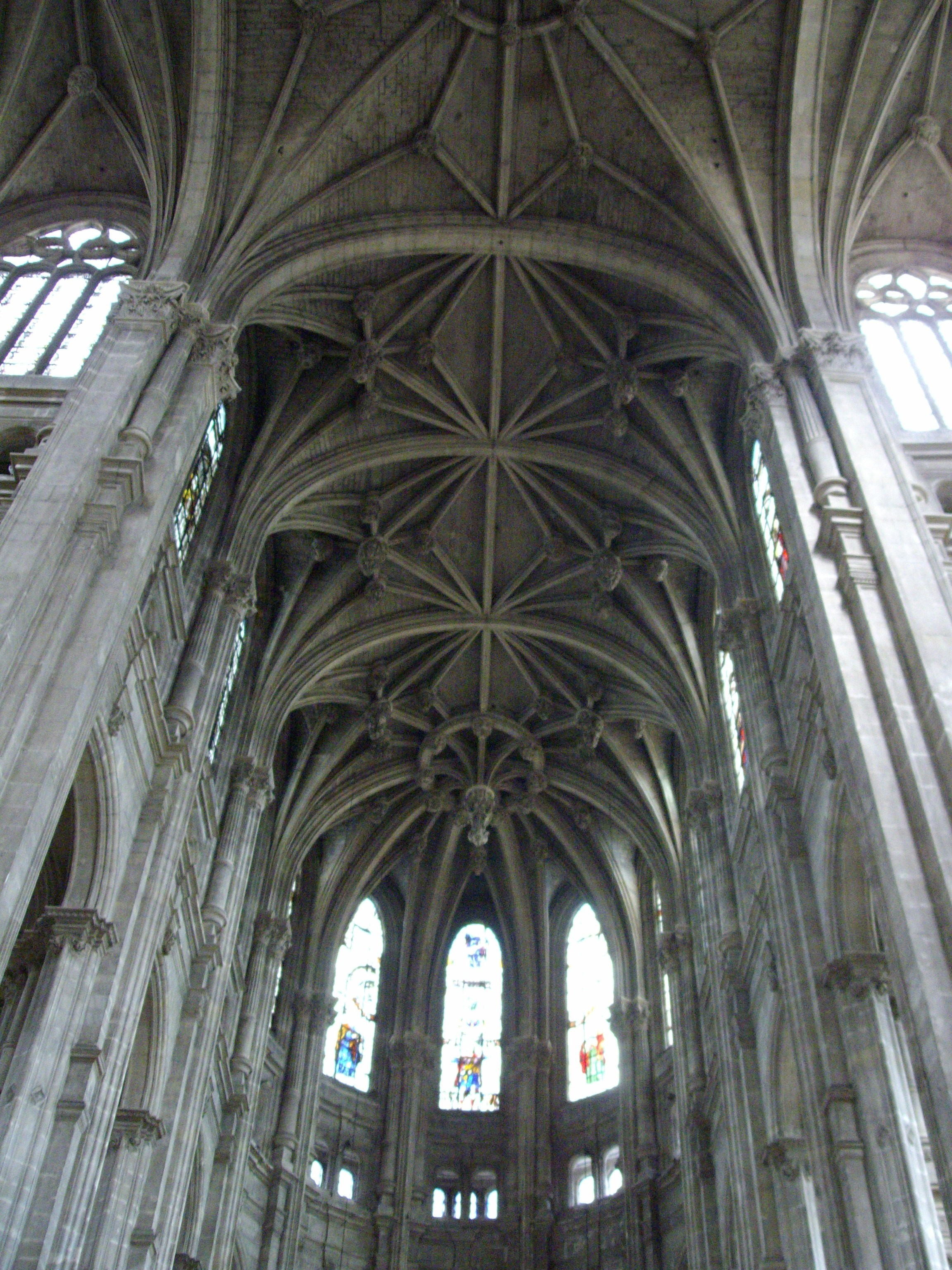
Iglesia de San Eustaquio de París.

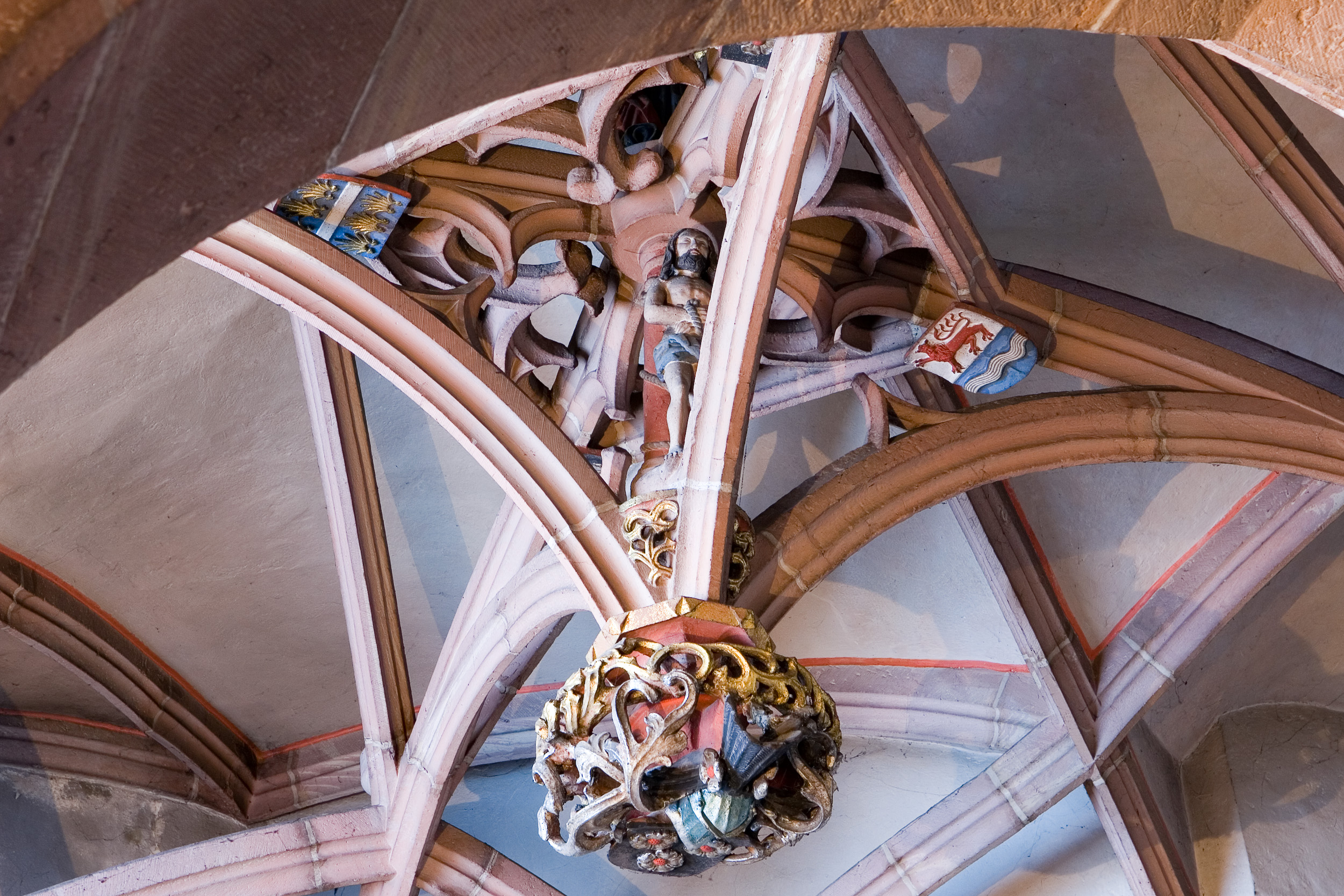
Leonhardskirche de Fráncfort.

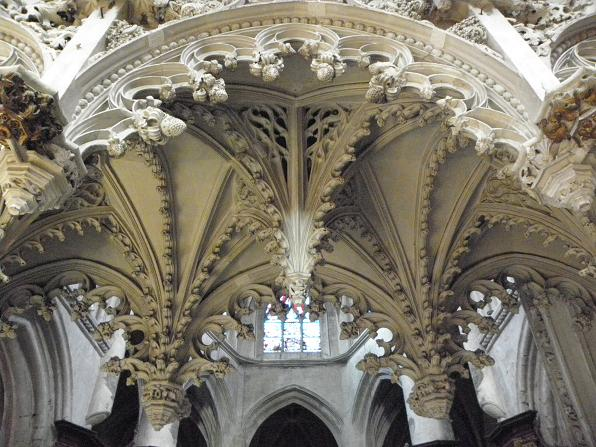
St. Madeleine (Troyes).

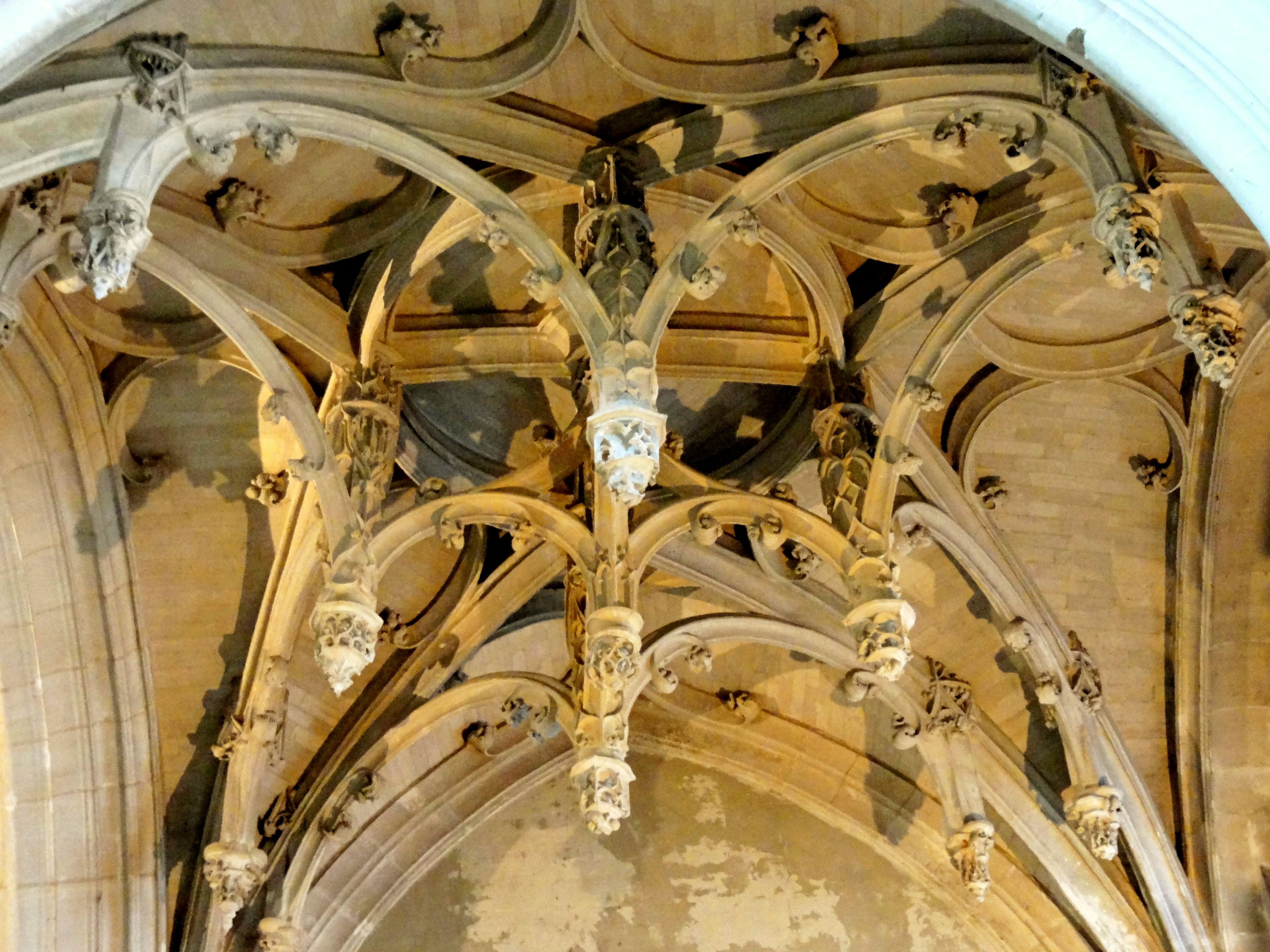
Capilla de Saint-Denis en la Catedral de Senlis.

Una bóveda pinjante (pendant vault, abhängling) es una forma de bóveda de crucería que se caracteriza por la forma en que se destacan los pinjantes (pendants), decoración colgante que se coloca en las intersecciones de las complejas tracerías de nervios, ligaduras (liernes) y terceletes (tiercerons) del gótico tardío o flamígero, que en la mayor parte de las bóvedas son simplemente medallones decorativos (florón, bossages, boss, bossenwerk). El resultado visual parece engañar al espectador (trampantojo), haciéndole creer que el pinjante es la parte final de un arco que necesitaría ser sustentado por un pilar.
La forma geométrica de algunas bóvedas pinjantes es similar a la de las bóvedas de abanico, pero desarrollada en los 360 grados, no limitada a 90 o 180 como es propio de estas.

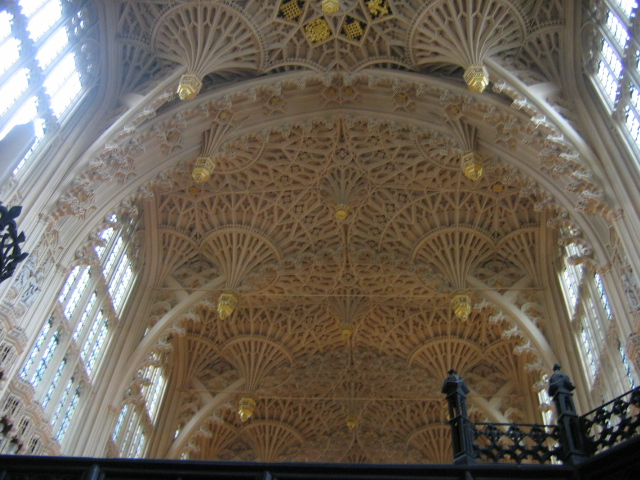
Capilla de Enrique VII en la Abadía de Westminster.

## Ejemplos
- Coro y lady chapel del Christchurch Priory (1395)
- Dean's Chapel de la Colegiata de Santa María, Warwick (bóveda de abanico)
- Divinity, Oxford,[3] de William Orchard[4] (1480s).
- Chancel de la Catedral de Oxford (bóveda de terceletes), de William Orchard (1500).[5]
- Capilla mariana de Enrique VII, Abadía de Westminster (bóveda de abanico), de William Vertue (1503–1509).
- Coro de St George`s Chapel (bóveda de terceletes)
- Convento de San Pablo (Peñafiel), Capilla del Infante don Juan Manuel. Juan de Badajoz el Mozo (1536)
- Capilla real del palacio de Hampton Court (bóveda de terceletes)
- Oriel window, Great Hall, Hampton Court Palace (bóveda de terceletes)
- Notre Dame de Caudebec-en-Caux (bóveda de terceletes) (ca. 1500).[6][7]
- Chapelle du Saint-Esprit, Rue, Somme (bóveda de terceletes)
- Iglesia de la Asunción de la Virgen María (Most), República checa (bóveda de terceletes con nervios volados)
- Capilla del castillo de Křivoklát, República checa (bóveda de terceletes con nervios volados)
- Iglesia de San Eustaquio (París)[8] (bóveda de terceletes)
- Capilla de Santa Catalina de la Catedral de Viena (bóveda de terceletes con nervios volados)
- Catedral de Albi[9] (bóveda de terceletes)
- Iglesia de San Pedro, Caen (bóveda de terceletes)
- Église Notre-Dame-des-Marais, La Ferté-Bernard (bóveda de terceletes)
- Capilla de Notre-Dame de Bon Secours, Noyon Cathedral (bóveda de terceletes)
- Capillas laterales de la Catedral de Senlis (bóveda de terceletes con nervios volados), de Martin Chambiges
- Capilla lateral de la iglesia de San Esteban Beauvais (bóveda de terceletes con nervios volados), de Martin Chambiges
- Rood screen, St. Madeleine, Troyes (bóveda de terceletes)

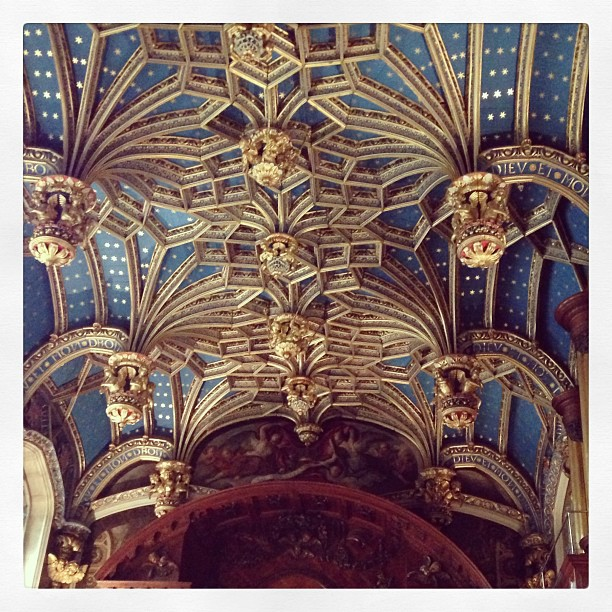
Capilla Real de Hampton Court.

## Neogótico
- Iglesia de San Juan Evangelista (Edimburgo) (bóveda de abanico)
- Iglesia Unitaria de Charleston (bóveda de abanico)
- Iglesia de Santa María (Wellingborough) (bóveda de abanico)

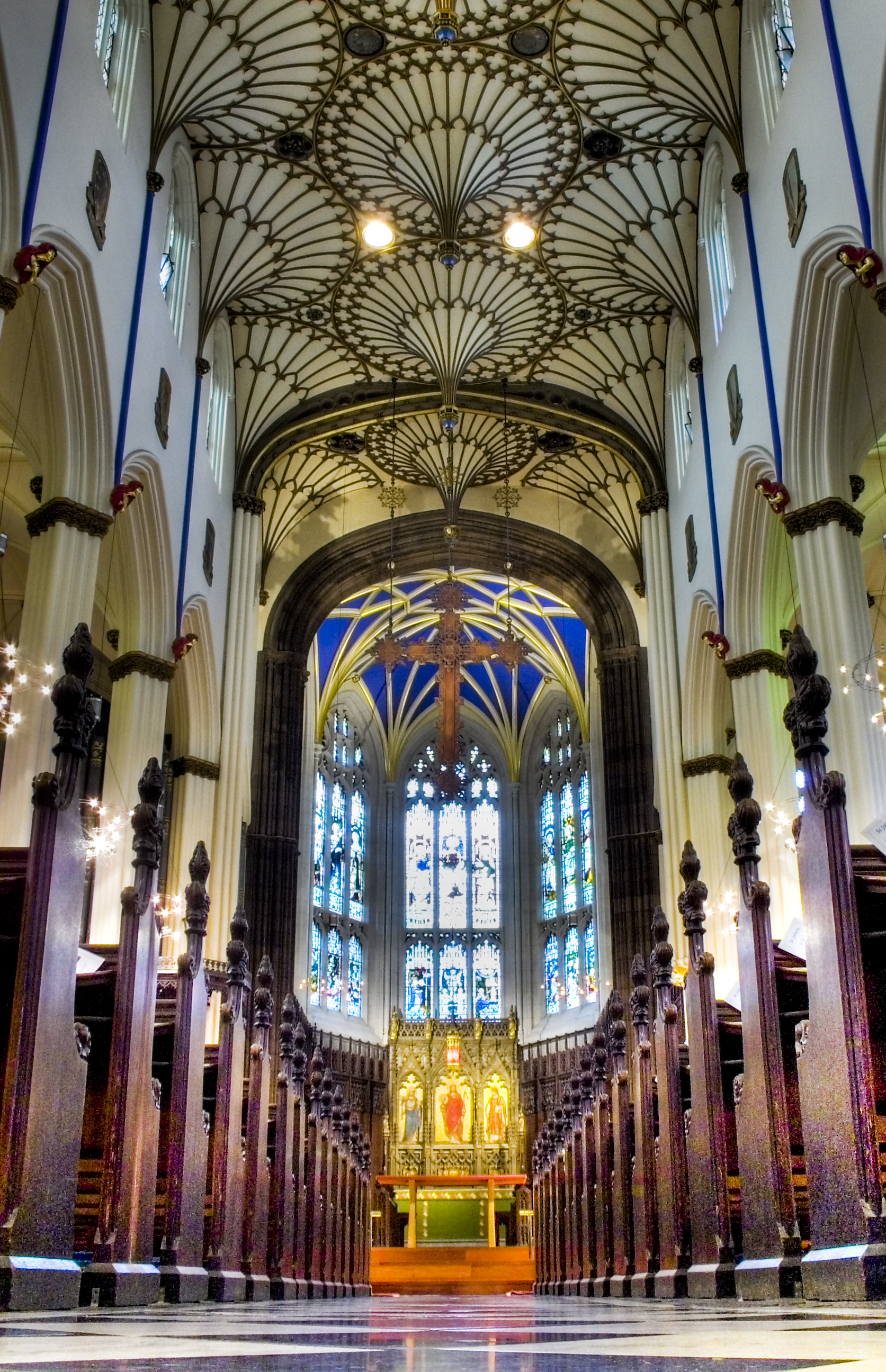
San Juan Evangelista (Edimburgo).